# 錫嘏 (清朝宗室)
錫嘏（转写：Uksun Sigu；1864年7月5日—1923年，同治三年六月初二日亥時－民國十二年），字伯純，號子常。清朝遠支宗室左翼正藍旗第八族溥字輩，清朝政治人物。

## 生平
光緒十七年（1891年）辛卯科順天宗室鄉試舉人。
光緒二十一年（1895年）乙未科第二甲第七十一名進士出身。五月，選翰林院庶吉士。
二十四年（1898年）正月，署理正白旗官學管學官。四月散館，授翰林院編修。
二十五年（1899年）正月，改署理鑲白旗官學管學官。
二十六年（1900年）十一月，因八國聯軍之役善後，以編修協辦翰林院事。十二月，充國史館協修官。
二十七年（1901年）以編修充功臣館纂修官、庶常館提調，辦理翰林院事。
二十八年（1902年）以編修充宗室覺羅八旗小學堂提調官。五月，充編書處提調官。
二十九年（1903年）二月，京察一等，奉旨以四五品京堂候補。十一月，充任日講起居注官。
三十年（1904年）遷翰林院侍講。
三十二年（1906年）京察一等，奉旨以四五品京堂用，食俸二年三個月。四月二十日，以侍講授山西提學使。
三十三年（1907年）九月，以提學使改署理山西布政使。
三十四年（1908年）二月，回任山西提學使。
宣統元年（1909年）四月，召京。其後履歷不詳。

## 家庭及關聯
- 九世祖：饒餘敏親王阿巴泰（1589年－1646年），清太祖高皇帝第七子，封多羅饒餘郡王，追封和碩饒餘親王，諡敏。
- 八世祖：安和郡王岳樂（1625年－1689年），阿巴泰第四子，襲封多羅安郡王，晉封和碩安親王，定遠平寇大將軍，諡和。
- 七世祖：輔國將軍塞楞額（1659年－1699年），岳樂第八子，封三等輔國將軍，官護軍統領。
- 六世祖：奉恩將軍色貝（1686年－1751年），塞楞額第四子，封奉恩將軍，官至正藍旗蒙古都統。
- 五世祖：宗室開泰（1723年－1775年），色貝第五子，官三等侍衛，因事革退。
- 高祖父：宗室哲孔額（1743年－1802年），開泰第一子，初授三等侍衛，官至護軍參領。
- 曾祖父：宗室鐵麟（1786年－1848年），哲孔額第一子，嘉慶二十四年進士，官至左都御史、都統。
- 祖父：宗室強安（1810年－1845年），鐵麟第一子，封奉恩鎮國公，緣事革爵。

- 父：宗室保琛（1834年－1899年），強安第一子，咸豐九年舉人。
- 母：薩克達氏，保琛繼室，副護軍參領烏爾棍泰之女。

- 錫嘏排行第一，有弟一人：
  - 錫祜（1868年－？年），閑散。

### 妻妾
- 正室：赫舍里氏，海連之女。
- 繼室：佟佳氏，恭寅之女。
- 無側室。

### 子女
有一子。
- 子：宗室椿楙（1897年－？年）。